# Парко-хозяйственный день

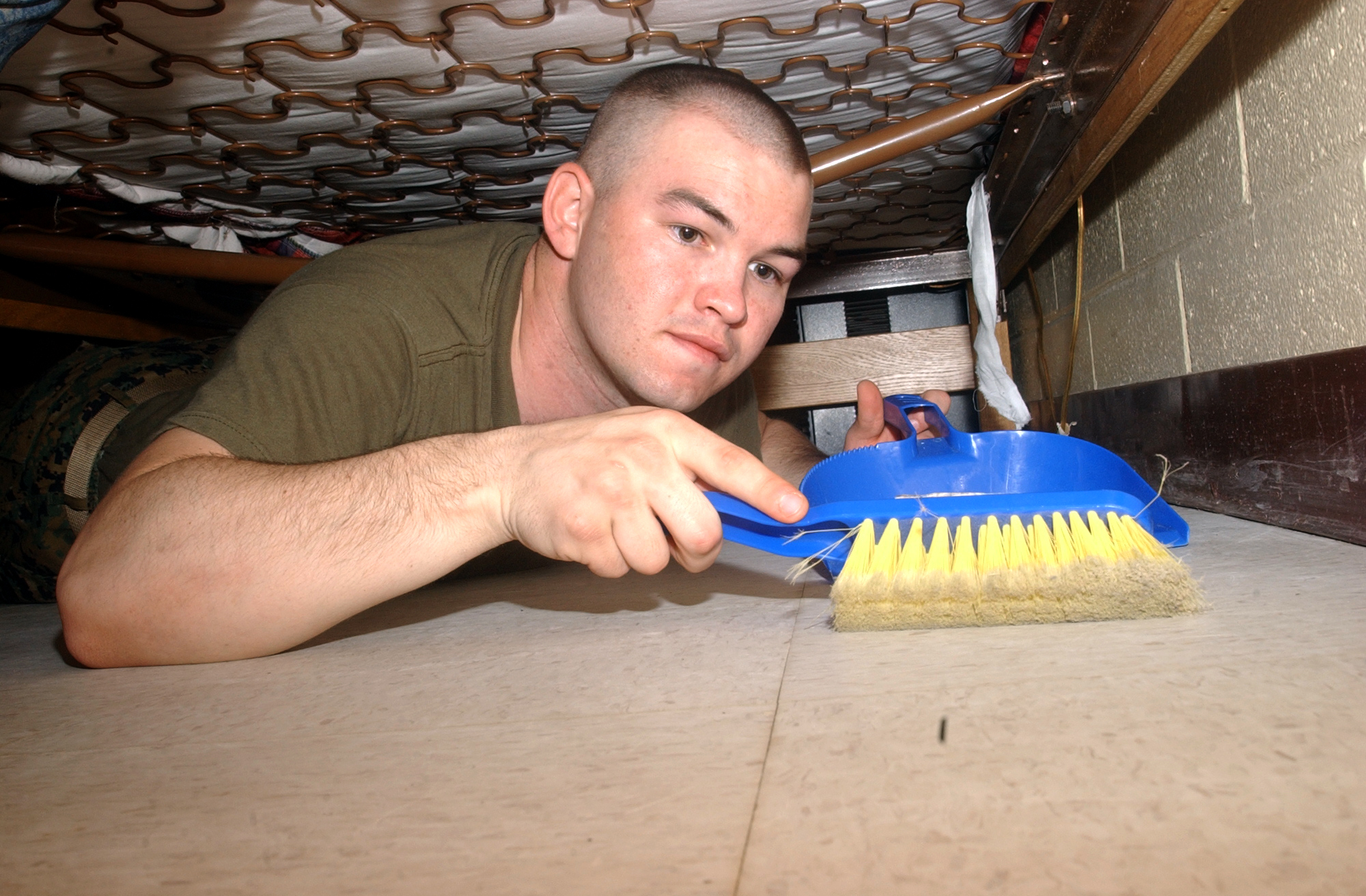
Наведение порядка в расположении части КМП США: подметание подкроватного пространства

Парко-хозяйственный день (или парково-хозяйственный день, сокр. ПХД) — день недели, выделяемый для наведения порядка на закреплённых территориях и объектах, уборки помещений, а также обслуживания техники и решения других хозяйственно-бытовых вопросов, проводившийся в Вооружённых Силах и военизированных формированиях СССР, а ныне — РФ и стран СНГ, каждую неделю, как правило, по субботам.

## Определение
1. Планом проведения паркового (парково-хозяйственного) дня могут предусматриваться следующие основные мероприятия:
  - осмотр состояния вооружения, военной техники и других материальных средств и выполнение работ по обслуживанию вооружения и военной техники, а также ремонту и устранению выявленных неисправностей экипажами, расчётами, водителями и специалистами-ремонтниками;
  - проверка источников и потребителей электроэнергии (аккумуляторных батарей, генераторов, стартеров, электроприборов, радиостанций, электростанций, агрегатов питания и т. п.);
  - проверка наличия и качества горючего в баках машин и на складах;
  - проверка наличия запасных частей и принадлежностей, их доукомплектование и обслуживание;
  - ремонт и оборудование внутрипарковых дорог, ограждений и элементов парка, уборка территории парка и парковых помещений;
  - осмотр и дооборудование объектов материально-технической базы;
  - ремонт мебели, казарменного оборудования и инвентаря, вещевого имущества и обуви;
  - работы по благоустройству и уборке территории военного городка и других объектов материально-технической базы соединения (воинской части).
2. По всем мероприятиям, включённым в план проведения парково-хозяйственного дня, определяются: время и место их проведения, привлекаемые силы и средства, ответственные за исполнение должностные лица.
3. План проведения парково-хозяйственного дня разрабатывается в соединении (воинской части) начальником штаба соединения (воинской части) на основании предложений заместителей, начальников родов войск и служб соединения (воинской части), командиров воинских частей (подразделений) и утверждается командиром соединения (воинской части).
4. Выписки из плана парково-хозяйственного дня за двое суток до его проведения доводятся до воинских частей (подразделений). На основании их командиры батальонов (дивизионов) и рот (батарей) составляют планы проведения парково-хозяйственного дня в своих воинских частях (подразделениях).
Задачи экипажам, расчётам и водителям ставятся непосредственными командирами накануне парково-хозяйственного дня планами-заданиями.

## Определение из словаря военных терминов
ПАРКОВО-ХОЗЯЙСТВЕННЫЙ ДЕНЬ, в ВС СССР специально предусмотренный внутренним распорядком день для осмотра и обслуживания вооружения и военной техники, а также проверки состояния, дооборудования и благоустройства парков, приведения в порядок военных городков и выполнения других работ.
— Плехов А.М. «Словарь военных терминов»

## Грунюшкин Д. С.«9 рота»
Парко-хозяйственный день. Никто не знал, почему он так называется. То есть слово «хозяйственный» ни у кого вопросов не вызывало. А вот при чём тут «парк» не смог объяснить даже старший прапорщик Дыгало.

## Подготовка и проведение
В соответствии со ст. 225 Устава внутренней службы Вооружённых Сил Российской Федерации каждую неделю в части проводится парково-хозяйственный день в целях обслуживания вооружения, военной техники и других материальных средств, дооборудования и благоустроиства парков и объектов учебно-материальной базы, приведения в порядок военных городков и производства других работ. В этот же день обычно производится общая уборка всех помещений, а также помывка личного состава в бане. Кроме того, в целях поддержания вооружения и военной техники в постоянной боевой готовности в части проводятся парковые дни с привлечением всего личного состава. Парково-хозяйственные и парковые дни проводятся по планам, разрабатываемым штабом части совместно с заместителями командира части по вооружению и по тылу и утверждаемым командиром части. Выписки из планов доводятся до подразделений. Для руководства работами в парково-хозяйственные дни, в первую очередь по обслуживанию вооружения, военной техники и боеприпасов, в порядке очередности назначается минимальное число офицеров и прапорщиков. Им предоставляется в течение недели день отдыха.

## Роль сержантско-старшинского состава
В проведении парко-хозяйственного дня велика роль сержантов, прапорщиков, которые непосредственно организуют труд личного состава, обеспечивают хорошее и своевременное выполнение намеченных работ, дают воинам указания и советы.

## Роль старших офицеров
По традиции заведённой в Советской Армии (которой до сих пор следуют в Армиях СНГ) — на каждый день недели, в порядке внутренних инструкций воинской части и инструкций Министерства Обороны — назначалась соответстувующая группа старших офицеров от штаба части, контролировавших выполнение распорядка дня всеми подразделениями. К примеру, пятница являлась «парковым» днём и подразумевала собой выполнение работ в Парке Колёсных Машин или в Парке Гусеничных Машин по обслуживанию штатной техники и контроль над ним отводился Заместителю Командира Полка/Бригады по Технической Части и подчинённым ему офицерам (Начальнику Автомобильной Службы, Начальнику Бронетанковой Службы и др.). Понедельник являлся «командирским» днём. Контроль за ним вёл лично Командир Полка/Бригады и его Заместитель. Контроль за парко-хозяйственным днём отводился Заместителю Командира Полка/Бригады по Тылу и подчинённым ему офицерам — Начальнику Продовольственной Службы и Начальнику Вещевой Службы.

## ПХД в военной мемуаристике
- Загорцев А. В. История одного ПХД. ArtOfWar (12 февраля 2010). Архивировано 2 марта 2012 года.
- Неумержицкий Д. В. В армии есть...секс?! ArtOfWar (14 февраля 2008). Архивировано 6 марта 2012 года.
- Бочаров Д. Н. Где это я?! ArtOfWar (30 апреля 2010). Архивировано 6 марта 2012 года.
- Тумаха А. С. Есть такое слово ДШБ. ArtOfWar (9 марта 2010). Архивировано из оригинала 22 января 2012 года.
- Птухин Э. М. Товарищи, Офицеры! ArtOfWar (17 апреля 2009). Архивировано 6 марта 2012 года.
- Паршиков И. Ю. Юмор цвета хаки в погонах. Знаток душ. ArtOfWar (4 марта 2010). Архивировано 6 марта 2012 года.